# Un giorno in più (Irama)
Un giorno in più è un singolo del cantautore italiano Irama, pubblicato il 2 marzo 2018 come primo estratto dal primo EP Plume.

## Descrizione
Scritto dallo stesso Irama, il brano, dedicato a suo padre, parla del rapporto mancato tra un padre e un figlio, raccontato dal punto di vista di quest'ultimo. Il singolo, inoltre, è stato più volte presentato durante la sua partecipazione al talent show Amici di Maria De Filippi.

## Video musicale
Per il brano è stato realizzato un lyric video, pubblicato sul canale YouTube del cantante il 20 aprile 2018.

## Tracce
Testi di Giuseppe Colonnelli, Filippo Maria Fanti, musiche di Mikael Jarkko Ehnqvist, Matias Veikko Olavi Keskiruokanen, Kalle August Leonard Lindroth.
1. Un giorno in più – 3:55

## Classifiche
| Classifica (2018) | Posizione massima |
| ----------------- | ----------------- |
| Italia            | 24                |